# Thiébaut VIII. de Neufchâtel

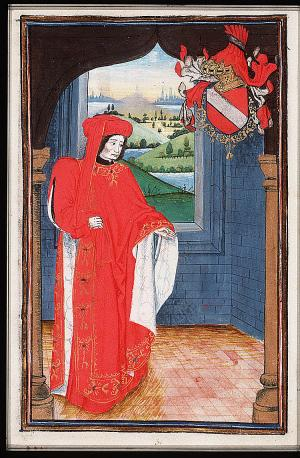
Thiébaut VIII. de Neufchâtel im Statutenbuch des Ordens (Den Haag, KB, 76 E 10, fol. 56v)

Thiébaud VIII. de Neufchâtel (* 1386; † 21. Mai 1459, begraben in L’Isle-sur-le-Doubs), Herr von Neuchâtel, Châtel-sur-Moselle, Pesmes u. a., war im ausgehenden Hundertjährigen Krieg Berater der französischen Könige und der Herzöge von Burgund und Lothringen.

## Leben
Schon mit 14 Jahren wurde er das Haupt des Hauses Neufchâtel-en-Bourgogne, wobei ihm sein Großvater Pierre d'Avilley zu Seite stand. Seinen Ritterschlag (und damit seine Volljährigkeit) erhielt er vor dem August 1410. Thiébaut führte die proburgundische Politik seines Vaters weiter. So begleitete und unterstützte er Herzogs Johann Ohnefurcht auf zahlreichen Reisen und Kriegszügen, z. B. im Kampf gegen die Armagnacs. Im Oktober 1411 wurde er zum Generalkapitän des Herzogtums Burgund, der Freigrafschaft Burgund und der Grafschaft Charolais ernannt. Zusammen mit Herzog Johann traf er mit Kaiser Sigmund zusammen, der ihn 1418 in den Drachenorden aufnahm.

Im November 1418 wurde er zum Großmeister von Frankreich und Rat des Großen königlichen Rates ernannt, diese Ämter versah er bis zum Tod König Karls VII. im Oktober 1422. In dieser Zeit war an zahlreichen Verhandlungen (→Hundertjähriger Krieg) beteiligt, u. a. am Vertrag von Troyes (21. Mai 1420).

Thiébaut diente auch Herzog Philipp der Gute und war an zahlreichen Verhandlungen beteiligt, u. a. am Vertrag von Arras (1435). Er wurde auch in den burgundischen Orden vom Goldenen Vlies (1433) aufgenommen.

Zwischen seinen Diensten beim französischen König, den Herzögen von Burgund und auch den Herzögen von Lothringen war Thiébaut auch ständig mit dem Erhalt und Ausbau seiner Herrschaftsgebiete beschäftigt, die von Franche-Comté bis nach Lothringen reichten.

## Familie
Seine Eltern waren Thiébaut VII., Herr von Chastellot († 25. September 1396 vor Nikopolis) und Alix de Joinville († Juni 1413), Tochter Henri V. de Joinville, Graf von Vaudémont, und Marie de Luxembourg.
Thiébaud heiratete als erstes am 22. April 1398 in Soye Agnès de Montfaucon († nach 23. August 1439), Dame von Marnay und Du Fay, Vicomtesse von Blaigny, Tochter von Henri de Montbéliard und Marie de Châtillon.
Ihre Kinder waren:
- Thiébaut IX. (* vor August 1417; † 4. Dezember 1469), Marschall von Burgund und Ritter des Ordens vom Goldenen Vlies.
- Jean II. (* Ende 1417/Anfang 1418; † Juli 1489), Herr von Montaigu, Ritter des Ordens vom Goldenen Vlies.

In zweiter Ehe heiratete Thiébaud am 8. November 1440 in Port-sur-Saône Guillemette de Vienne († 22. September 1472), Witwe von Antoine de Vergy, Dame von Bussière und Port-sur-Saône, Tochter von Philippe de Vienne und Philiberte de Maubec.

Ihre Kinder waren:
- Antoine, († 1472), Herr von Clémont, L’Isle-sur-le-Doubs, du Chastelot, Pesmes und Valay. Er verstarb kinderlos und machte seine Schwester Bonne zu seiner Erbin.
- Bonne, (* um 1442; † 1490/91), Dame von Pesmes, Valay und L’Isle-sur-le-Doubs. Sie heiratete im Oktober 1454 Antoine de Vergy († 1461) und am 5. Mai 1467 Jean III de La Baume-Montrevel (* um 1440; † 30. März 1505)[1].

Dazu kam noch ein außerehelicher Sohn Henri († 30. Juni 1504/06), Kanoniker in Besançon.